# Pelexia vaginata
Pelexia vaginata är en orkidéart som beskrevs av Rudolf Schlechter. Pelexia vaginata ingår i släktet Pelexia och familjen orkidéer.
Artens utbredningsområde är Paraguay. Inga underarter finns listade i Catalogue of Life.